# José Delicado Baeza

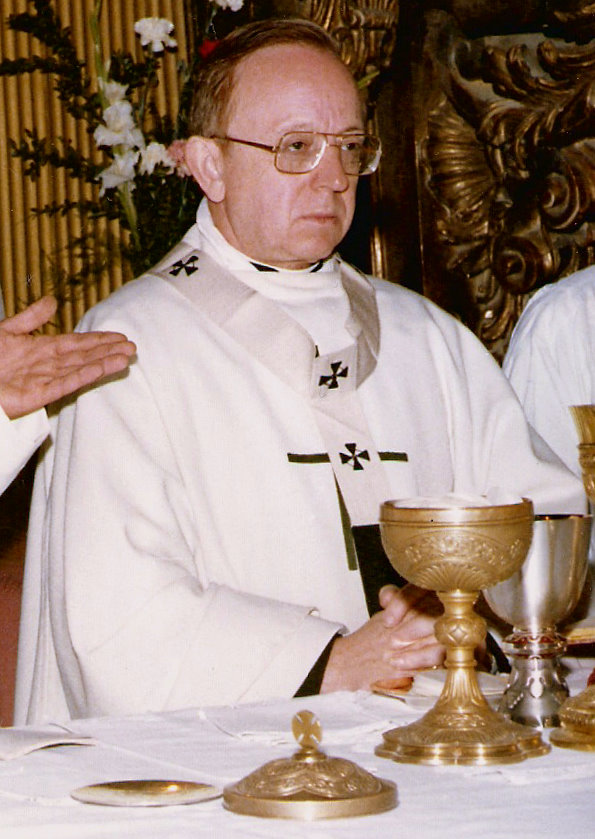
José Delicado Baeza (1981)

José Delicado Baeza (* 18. Januar 1927 in Almansa; † 17. März 2014 in Valladolid) war Erzbischof von Valladolid.

## Leben
José Baeza trat 1944 in das Priesterseminar in Málaga ein und studierte dort Philosophie und ab 1947 an der Päpstlichen Universität Salamanca Katholische Theologie. Er empfing am 21. Juli 1951 in Almansa die Priesterweihe. Er war Vikar der Pfarrei von der Unbefleckten Empfängnis von Albacete und Diözesankaplan der Arbeiterbewegung. 1952 wurde er Kanoniker an der Kathedrale von Albacete und 1953 Professor und Spiritual des Priesterseminars und des Spätberufenenseminars. José Delicado Baeza veröffentlichte zahlreiche Schriften zu pastoralen Fragen und Spiritualität, insbesondere während eines Aufenthaltes an der spanischen Nationalkirche in Rom. 1964 wurde er zum Generalvikar des Bistums Tui-Vigo ernannt.
Der römisch-katholische Papst Paul VI. ernannte ihn am 4. August 1969 zum Bischof von Tui-Vigo. Der Erzbischof von Pamplona, Arturo Tabera Araoz CMF, spendete ihm am 28. September desselben Jahres die Bischofsweihe; Mitkonsekratoren waren José López Ortiz OESA, Erzbischof ad personam des Spanischen Militärordinariats, und José María García Lahiguera, Erzbischof von Valencia.
Am 18. April 1975 ernannte ihn Papst Paul VI. zum Erzbischof von Valladolid. Nach der Amtseinführung am 7. Juni 1975 engagierte sich José Delicado Baeza insbesondere für eine Neustrukturierung des Erzbistums und begründete verschiedene Beteiligungsgremien. In der spanischen Bischofskonferenz war er Mitglied der Kommission für den Klerus (1975–1978) und von 1978 bis 1981 deren Vorsitzender. Er war Vizepräsident der Bischofskonferenz (1981–1988) und Vorsitzender des Ausschusses für Bildung und Katechese (1988–1992). Am 28. August 2002 nahm Papst Johannes Paul II. seinen altersbedingten Rücktritt an.
José Delicado Baeza veröffentlichte über 20 Bücher zu Themen der priesterlichen Spiritualität, Seelsorge und Diözesanpastoral. In seiner Mitteilung „Qué es ser obispo hoy?“ publizierte er ca. 1300 Briefe mit Vorträgen und Predigten.

## Schriften
- Mater et Magistra para todos, 1962
- El sacerdote diocesano a la luz del Vaticano II, 1965
- Sacerdotes esperando a Godot, 1968
- Parroquia y laicado, 1969, zusammen mit Mauro Rubio
- El breviario recuperado, 1973
- Renovación: por un cristianismo joven, 1975
- El corazón de Jesús y la vida de oración, 1977
- En Medio de Las Plazas, 1979
- Vivir hoy en la Iglesia, 1980
- El derecho a nacer, 1983
- Ahí está el hombre, 1983
- La fraternidad apostólica, 1986
- Pastoral juvenil desde la confirmación, 1987
- Cristianos en la universidad, 1988
- Ante la reforma de la enseñanza, 1988
- Amar a Dios: comentario al Decálogo, 1988
- Conversaciones cristianas al caer la tarde: apologética de hoy, 1990
- La vida teologal: ante el tercer milenio, 1995
- El Corazón de Cristo, la buena noticia, 2000
- Vocaciones Del Tercer Milenio, 2003
- "Metanoia": dinamismo de la conversión cristiana, 2006